# Darian Faisury Jiménez
Darian Faisury Jiménez Sánchez (6 de marzo de 2000) es una deportista colombiana que compite en atletismo adaptado. Ganó tres medallas en los Juegos Paralímpicos de Verano, en los años 2020 y 2024.

## Palmarés internacional
| Juegos Paralímpicos | Juegos Paralímpicos | Juegos Paralímpicos | Juegos Paralímpicos |
| Año                 | Lugar               | Medalla             | Prueba              |
| ------------------- | ------------------- | ------------------- | ------------------- |
| 2020                | Tokio (Japón)       | Medalla de plata    | 100 m T38           |
| 2020                | Tokio (Japón)       | Medalla de bronce   | 400 m T38           |
| 2024                | París (Francia)     | Medalla de bronce   | 100 m T38           |